# Skid Row (amerikansk musikgrupp)
Skid Row är en amerikansk hårdrocksgrupp som grundades i mitten av 1980-talet i Toms River, New Jersey.
Trots att de ofta kopplas ihop med band som Mötley Crüe och Poison, var Skid Row redan från början mer inriktade på heavy metal än sina ödesbröder. Särskilt märks det på deras andra album, Slave to the Grind, där ljudet ställvis nuddar vid thrash metal. Bland bandets kända låtar kan nämnas Youth Gone Wild, 18 and Life, I Remember You och Wasted Time. 
Efter gruppens uppehåll på 1990-talet och efter det att den ursprungliga sångaren Sebastian Bach blev sparkad 1996, har gruppen inte lyckats nå någon större kommersiell framgång, men är trots det fortfarande aktiva.

## Historia

### Uppgång
Skid Row bildades egentligen av basisten Rachel Bolan redan några år innan den klassiska banduppsättningen. Men det var först när gitarristen Dave Sabo, efter att en tid ha hoppat mellan många olika band (bland annat med Jon Bon Jovi), anslöt som saker började hända. Tillsammans värvade de andragitarristen Scotti Hill och trumslagaren Rob Affuso. För sångarposten tänkte de på män som Robert Mason och Richard Black. Det första alternativet var John Corabi (som senare skulle bli frontman i The Scream och ersätta Vince Neil i Mötley Crüe). Till slut hittade de en sångare i en ung kanadensare som hette Sebastian Bierk, men gick under det mer pompösa artistnamnet Sebastian Bach.
Vid detta tillfälle (1987) hade Skid Row redan en annan sångare, Matt Fallon från Anthrax, men när Bolan och Sabo såg Bach uppträda på ett bröllop (tillsammans med Dee Snider, Kevin Dubrow och Zakk Wylde), var de övertygade om att han skulle med i Skid Row. Kruxet var bara att Bach fortfarande hade ett kontrakt med en gammal manager och måste köpa ut sig ur kontraktet för 200 000 dollar, pengar som Bach inte hade. Lyckligtvis hette en av Sabos gamla vänner Jon Bon Jovi och var rockstjärna. Han tog Skid Row under sina vingar, köpte Bach fri, betalade en demoinspelning och anslöt dem till Doc McGhees nöjesimperium (dit Bon Jovi också hörde). Han var också en avgörande faktor för att Skid Row fick ett skivkontrakt med Atlantic Records.

### Storhetstiden
År 1989 släpptes Skid Rows självbetitlade debutalbum. Skivan fick ett entusiastiskt mottagande, sålde multiplatina och gav tre hitsinglar, Youth Gone Wild, I Remember You och 18 and Life. Resten av året gick till turnéer i USA, Storbritannien, Japan och Kanada. Bandet deltog också i Doc McGhees antidrogkonserter i Moskva. Dessutom var bandet upptagna med att städa upp efter Bach, som redan från början gjorde klart att han inte var en man som höll tyst och bad om ursäkt. I Kanada misshandlade han en person i publiken och han poserade i en tidning med en t-tröja med texten "AIDS Kills Fags Dead" (fri översättning ungefär: "AIDS dödar bögar"). Bach skapade också en dispyt mellan Jon Bon Jovi, Richie Sambora och bandet om ett kontrakt där de båda håvade in pengar på Skid Rows låtar som tack för stödet i början av karriären. 
År 1991 började med fart. Med en lång turnésäsong bakom sig var läget bra för att släppa den andra skivan, Slave to the Grind. Men trots det var det något av en överraskning att plattan, som var tyngre och mer okommersiell än debuten, gick rakt upp på första plats på USA:s skivförsäljningslista. Samtidigt frågade Guns N' Roses bandet om de ville värma upp för dem på Use Your Illusion-turnén i USA och Europa, vilket betydde att Skid Row skulle få spela för stora publikhav.

### Fallet
Tjugo månader av turnéer brände till slut propparna för alla inblandade och Skid Row tog en tre år lång paus bara för att återvända med albumet Subhuman Race 1995, som sålde hyfsat.
1997 tröttnade bandet på Bachs egotrippade sätt och sparkade honom. Igen blev det två år av tystnad.

### En ny början
År 1999 återvände Skid Row igen med en ny sångare, Johnny Solinger, och en ny trumslagare, Charlie Mills.  Rob Affuso hade lämnat bandet under vänskapliga former och meddelade bara att han hade för många andra projekt för att hinna med Skid Row. Mills ersattes snart av Phil Varone. Skid Row fortsatte sitt extensiva turnerande och gav 2003 ut en ny skiva, Thickskin, varefter bandets trumslagare åter byttes ut, då Varone ersattes av Dave Gara. Under 2006 spelade bandet in och gav ut sin senaste skiva, Revolutions Per Minute, som producerades av Michael Wagener, som också låg bakom bandets två första skivor. 2010 byttes Dave Gara ut mot Atlanta-trummisen Rob Hammersmith.

## Bandmedlemmar

### Nuvarande medlemmar
- Rachel Bolan – basgitarr, sång (1986 -)
- Dave "The Snake" Sabo – gitarr, bakgrundssång (1986–2004, 2005– )
- Scotti Hill – gitarr, bakgrundssång (1987– )
- Rob Hammersmith – trummor (2010– )[6]

### Tidigare medlemmar
Sångare
- Matt Fallon (1986–1987)
- Sebastian Bach (f. Sebastian Philip Bierk) (1987–1997)
- Shawn Mars (f. Sean McCabe) (1997–1998)
- Johnny Solinger (1999–2015)
- Tony Harnell (2015)[7]
- ZP Theart (2016–2022)
- Erik Grönwall (2022-2024)

Gitarrister
- Steve Brotherton (1986)
- Kurtis Jackson (1986)
- Jim Yuhas (1986–1987)
- Keri Kelli (f. Kenneth Fear) (2005)

Trumslagare
- John Ratkowski Jr. (1986–1987)
- Rob Affuso (1987–1998, 2002)
- Charlie Mills (1999–2000)
- Phil Varone (2000–2004)
- Timothy DiDuro (2004)
- Dave Gara (2005–2010)

## Diskografi

### Studioalbum
| År   | Titel                  | Skivbolag        |
| ---- | ---------------------- | ---------------- |
| 1989 | Skid Row               | Atlantic Records |
| 1991 | Slave to the Grind     | Atlantic Records |
| 1995 | Subhuman Race          | Atlantic Records |
| 2003 | Thickskin              | Blind Man Sound  |
| 2006 | Revolutions Per Minute | SPV GmbH         |
| 2022 | The Gang's All Here    |                  |

### Livealbum
| År   | Titel                   | Skivbolag               |
| ---- | ----------------------- | ----------------------- |
| 1995 | Subhuman Beings on Tour | East West Records Japan |

### Samlingsalbum
| År   | Titel                            | Skivbolag           |
| ---- | -------------------------------- | ------------------- |
| 1998 | 40 Seasons: The Best of Skid Row | Atlantic Records    |
| 2005 | Hi-Five                          | Rhino Entertainment |

### EP-skivor
| År   | Titel            | Skivbolag        |
| ---- | ---------------- | ---------------- |
| 1992 | B-Side Ourselves | Atlantic Records |

### Singlar
- 1989 – "Youth Gone Wild"
- 1989 – "18 and Life"
- 1989 – "I Remember You"
- 1991 – "Monkey Business"
- 1991 – "Slave to the Grind"
- 1991 – "Wasted Time"
- 1991 – "In a Darkened Room"
- 1992 – "Youth Gone Wild" / "Delivering the Goods"
- 1995 – "My Enemy"
- 1995 – "Breakin' Down"
- 1995 – "Into Another"
- 2003 – "I Remember You Two"
- 2006 – "Strength"

### Filmer
- 1990 – Oh Say Can You Scream
- 1993 – No Frills Video
- 1993 – Road Kill
- 2003 – Under the Skin